# Robert Gomer
Robert Gomer (* 24. März 1924 in Wien; † 12. Dezember 2016) war ein österreichisch-US-amerikanischer Physiker und Chemiker (Physikalische Chemie).

## Leben und Werk
Gomer erhielt 1944 am Pomona College seinen Bachelor of Arts. 1949 wurde er an der University of Rochester in Chemie promoviert. Er ging 1949 als AEC Fellow in Chemie an die Harvard University, wo er ein Jahr lang blieb. Seit 1950 war er an der University of Chicago tätig, zuerst als Instructor und später als Professor am James Franck Institute (1950–1977), dessen Direktor er von 1977 bis 1983 war. Von 1984 bis 1996 war er dort dann C. W. Eisendrath Distinguished Professor und seit 1996 Professor Emeritus.
1981 war er als Fulbright Professor in Österreich.
Gomer diente in zahlreichen wissenschaftlichen Komitees, darunter das President’s Science Advisory Committee (1961–1965), das Advisory Committee for the Directorate of Physical Sciences Air Force Office of Scientific Research (1961–1975). Er war auch Mitglied am Board of Directors of the Universities Space Research Association (1976–1978).
Gomer befasste sich mit der Physik und Chemie von Oberflächen, Feldemission und Ionen-Emission, Oberflächendiffusion, durch Elektronen stimulierte Desorption und Metallüberzügen. Er ist Autor von Field Emission and Field Ionization von 1958, einem Pionierwerk für Studierende.
Er war seit 1955 verheiratet und hatte zwei Kinder. Er war US-Staatsbürger.

## Auszeichnungen und Mitgliedschaften (Auswahl)
- 1958 bis 1961 Sloan Research Fellow
- 1969/70 Guggenheim Fellow
- 1975 Kendall Award, American Chemical Society
- 1978 US Senior Scientist Award der Humboldt-Stiftung
- 1979 Mitglied der Leopoldina[3]
- 1981 National Academy of Sciences
- 1981 American Academy of Arts and Sciences
- 1981 Davisson-Germer-Preis[4]
- 1989 Medard W. Welch Award, American Vacuum Society
- 1996 Arthur W. Adamson Award

## Schriften
- Field emission and field ionisation, Harvard University Press 1961.
- mit E. Bauer, M. Boudart Interaction on metal surfaces, Topics in applied physics 4, Springer Verlag 1975.